# Павловщина (Браславский район)
Павловщина (бел. Паўлаўшчына) — упразднённый населённый пункт в Браславском районе Витебской области Беларуси.

## География
Урочище находится в западной части Витебской области, на южном берегу озера Укля, на расстоянии приблизительно 17 километров (по прямой) к юго-востоку от города Браслав, административного центра района.

## История
По состоянию на 1905 год, в фольварке Павловщина проживало 4 человека (3 мужчины и 1 женщина). В административном отношении входил в состав Перебродской волости Дисненского уезда Виленской губернии.
В 1921 году входил в состав гмины Пшебродзе Дисенского повета Виленского воеводства Второй Польской республики. Числилось 13 жителей (7 мужчин и 6 женщин), проживавших в 1 доме. В этническом составе населения того периода поляки составляли 100 %. В конфессиональном составе населения преобладали католики (100 %).